# Mosquito (pel·lícula)
Mosquito és una pel·lícula dramàtica luso-brasilera-francesa dirigida per João Nuno Pinto que es va estrenar a Portugal el 5 de març de 2020. Va ser la pel·lícula escollida per obrir el Festival Internacional de Cinema de Rotterdam. L'argument es  basa en la història de l'avi del director.

## Sinopsi
La pel·lícula retrata les peripècies de Zacarias, un soldat portuguès ansiós d'aventures que es va allistar per lluitar contra els alemanys durant la Primera Guerra Mundial, però és destinat a les colònies africanes. Un dia es perd del seu escamot al bosc de Moçambic, on agafa la malaria i contacta amb els indígenes makua.

## Repartiment
- João Nunes Monteiro - Zacarias
- Filipe Duarte (†) - tinent Coelho
- Miguel Borges - Sabino
- João Lagarto – sergent Justino
- João Vicente - Cardoso
- Alfredo Brito
- Cláudio da Silva - Raimundo
- António Nipita - Duarte
- Mário Mabjaia
- Cesário Monteiro
- Miguel Moreira - pare Mendes
- Gezebel - Mutholo
- Ana Magaia - Namuku
- Camané

## Crítiques
| «                         | "Una pel·lícula bastant polida a nivell tècnic, però poc sorprenent (...) Alguns dels seus aspectes es poden apreciar objectivament, però emocionalment, no té l'impacte que hauria". | » |
| — Marta Bałaga: Cineuropa | |   |

## Premis
Va rebre els premis a la millor fotografia i a la millor banda sonora a la XXXV edició de la Mostra de València